# Valencia City
Valencia (offiziell: City of Valencia) ist eine Stadt in der Provinz Bukidnon in den Philippinen.
Valencia City ist das landwirtschaftliche und kommerzielle Zentrum von Bukidnon und trägt daher den Beinamen City of Golden Harvest (Stadt der goldenen Ernte).

## Namensherkunft
Das Barrio Panlibatuhan, dessen Namen sich von dem Satz pangyohan ho kayu ha malibato aus der Sprache Binukid ableitete und die Lieferung von Malibato Holz beschreibt. Malibato, das härteste Holz, das in der Provinz Bukidnon wächst, findet sich vornehmlich in Valencia, einem Orientierungspunkt der Panlibatuhan Bridge.
Der erste Siedlungsteil hieß damals Panglibatuhan, da die Gegend mit zahllosen Malibatobäumen bewachsen war.

## Geographie
Valencia City liegt im Herzen der Insel Mindanao. Sie wird im Norden durch die Gemeinde Lantapan und die Stadt Malaybalay City begrenzt, im Süden durch die Gemeinden Maramag und Quezon und im Osten durch Pangantucan und Talakag. Die Stadt liegt 373 m über dem Meeresspiegel. 
Valencia City liegt 118 km südöstlich von Cagayan de Oro, 169 km von Davao City und 234 km von der Stadt Cotabato City entfernt.
Die Topologie des Stadtgebietes ist generell als eben zu bezeichnen, vor allem in den bebauten Gebieten. Die Stadt liegt in einer großen, 10–20 km breiten Ebene entlang des Flusssystems des Pulangui Rivers. Im Osten und Westen wird das Stadtgebiet von Hügeln und Bergzügen begrenzt. Etwa 4 km südlich der Stadt erhebt sich der 646 m hohe Vulkan Musuan. 
Valencia City hat eine Gesamtfläche von 621,63 km²

## Baranggays
Valencia City ist politisch in 31 Baranggays (Ortsteile) untergliedert.
| - Bagontaas - Banlag - Barobo - Batangan - Catumbalon - Colonia - Concepcion - Dagat-Kidavao - Guinoyuran - Kahapunan - Laligan | - Lilingayon - Lourdes - Lumbayao - Lumbo - Lurogan - Maapag - Mabuhay - Mailag - Mt. Nebo - Nabago | - Pinatilan - Poblacion - San Carlos - San Isidro - Sinabuagan - Sinayawan - Sugod - Tongantongan - Tugaya - Vintar |

## Geschichte
Das Gebiet der heutigen Stadt Valencia City bestand aus 13 Barrios der damaligen Verwaltungsgemeinde Malaybalay City. Die frühesten Bewohner dieser Region sind einheimische Bukidnons, die sich entlang der Ufern des Pulangui Rivers angesiedelt haben und von einem Mann namens Datu Sebastian Manangkila angeführt wurden.
Als der südliche Teil Malaybalay City zu einer eigenständigen Verwaltungsgemeinde wurde, stimmten die Bewohner zu, die Bezeichnung Valencia für ihre Ortschaft anzunehmen. Seither trägt der Ort diesen Namen.
Die reichen Bodenschätze des Territoriums zogen zu Beginn des 20. Jahrhunderts zahlreiche christliche Siedler aus den Visayas und Luzon an. Die Einwanderung begann Mitte der 30er Jahre. Während des Zweiten Weltkrieges wurde die Immigrantenwelle unterbrochen, stieg zwischen 1960 und 1975 wieder stark an, so dass die Einwohnerschaft des Ortes um das 4,46fache von 13.898 auf 64.541 stieg.
Hauptverantwortlich für die Ernennung Valencias zu einer Gemeinde war Mr. Teodoro N. Pepito, der erste Bürgermeister, der eine Petition für die Wandlung des Ortes einreichte. Mit Wirkung des Executive Order Nr. 360, unterzeichnet durch Präsident Carlos P. Garcia, hob Valencia am 16. Januar 1961 in den Status einer Verwaltungsgemeinde.
Die Bemühungen von Bürgermeister Berthobal R. Ancheta und dem Kongressabgeordneten Reginaldo N. Tilanduca führten dazu, dass die Gemeinde am Republic Act Nr. 8985 durch Präsident Joseph Estrada am 5. Dezember 2000 zu einer Stadt der Provinz Bukidnon ernannte.

## Klima
Wie die meisten Orte in Zentralmindanao, gehört Valencia City zum Klimatyp III, ohne eine ausgesprochen Regenperiode. 373 m über dem Meeresspiegel gelegen, sind die klimatischen Verhältnisse im Stadtgebiet über das Jahr hinweg dennoch eher feucht, unterbrochen von kurzen und schwachen Trockenperioden in den Monaten Dezember bis April. Die Ausnahme bildet der Januar, der oft regenreich ist.
Die Monate Juni bis Dezember werden dagegen durch häufiger auftretende Regenfälle charakterisiert. Die durchschnittliche Regenmenge liegt bei 190,6 mm pro Monat.
Die Stadt befindet sich außerhalb des Taifungürtels, der die Philippinen im Norden streift.

## Sehenswürdigkeiten
- Der Pulangui River
- Der Lake Apo, mit einer Fläche von 2,4 km² und einer Tiefe von knapp 26 m.
- Jocel's Garden, mit seltenen Bromelain, Orchideen, Flamingoblumen und andere Zierpflanzen